# Huascar
Huascar (z kecz. „łańcuch“, zm. 1532) – trzynasty władca Inków (Sapa Inca) od 1527 do 1532 roku, syn króla Huayny Capaca.
Po śmierci ojca, w 1527 r. został władcą imperium Inków. Zamordowany na rozkaz swojego młodszego brata Atahualpy, z którym prowadził wojnę domową.
Huascar został tak nazwany od łańcucha, który kazał wykonać Huayna Capac z okazji jego narodzin (huasca to łańcuch w keczua). Nie wiadomo, kiedy się urodził. Kiedy jego ojciec, Huayna Capac, był na łożu śmierci, podzielił Tahuantinsuyu między nieślubnego syna Atahualpę i Huascara. Huayna Capac zmarł, a Huascar szybko przekonał się, że testament ojca nie jest dla niego korzystny. Wysłał więc posłów do brata z żądaniem uznania przez niego swojej zwierzchności. Atahualpa kazał obedrzeć posłańców ze skóry. Tylko jednego oszczędził, aby mógł zanieść Huascarowi wiadomość o zniewadze. Zaczęła się wojna. Po stronie Atahualpy opowiedzieli się wodzowie Chalcuchima, Quis Quis i Rumi Nawi (kamienne oko), a także większość armii. Po trzech latach Atahualpa wygrał, jednak wtedy w Tahuantinsuyu pojawił się Francisco Pizarro. Niedługo przed śmiercią Atahualpy Huascar został utopiony.